# Jérôme Gendre
Pour les articles homonymes, voir Gendre (homonymie).
 (octobre 2020).
Si vous disposez d'ouvrages ou d'articles de référence ou si vous connaissez des sites web de qualité traitant du thème abordé ici, merci de compléter l'article en donnant les références utiles à sa vérifiabilité et en les liant à la section « Notes et références ».

a Compétitions nationales et continentales officielles uniquement.

Jérôme Gendre,  né le 20 mars 1977 à Perpignan et mort dans la même ville le 4 octobre 2020, est un joueur français de rugby à XV évoluant au poste de demi d'ouverture.

## Biographie
Fils d'un père catalan et d'une mère réunionnais[réf. nécessaire], formé à l'école de rugby de l'USA Perpignan jusqu'en cadet, il rejoint l'ES Argelès où il devient champion de France junior Balandrade en 1995.   
Il part à 17 ans au RC Toulon de 1995 à 1997 où il est champion de France Reichel avec d'autres futurs grands noms du rugby, Grégory Le Corvec, Guillaume Delmotte, David Gérard, Laurent Emmanuelli ou encore David Douy.   
Il quitte Toulon pour le RC Narbonne en catégorie espoir de 1997 à 1999, ensuite le FC Auch d'Henri Broncan pour revenir à Narbonne en 2002-2003 où il sera élu meilleur buteur du Top 16 avec comme coéquipier Olivier Olibeau, Alessandro Stoïca, Renaud Calvel et bien d'autres.   
Il signe à l'AS Clermont Auvergne en 2007 pour une saison. L'année d'après, il rejoint à l'AS Béziers pour 2 saisons.   
Son dernier club professionnel sera la Section paloise pour une année en 2006-2007.   
Tout en menant sa reconversion en tant qu'agent général d'assurance, il reviendra à la base, le rugby amateur, le rugby de village. A Gimont dans le Gers, puis un retour en terre catalane avec le club de l'ESCBAC ou il sera joueur entraîneur avec un titre d'accession en Fédérale 3 en 2016.   
Et enfin la JO Prades en tant que joueur, coaché par ses deux amis Nicolas Bruzy et Jean-Michel Bertrand. Il sera entraîneur de ce même club avec Bruno Amiel puis  avec Samuel Chinaro.   
Il décède d'un malaise cardiaque à l'âge de 43 ans.  

## Palmarès
- Meilleur réalisateur du Top 16 en 2002-2003 avec le RC Narbonne
- Champion honneur 2014 Pays catalan avec l'ESC BAC ASP
- Vice champions de France 2016/2017 de fédérale 3 avec la JO Prades contre l'US Salles